# André Teixeira de Mesquita
André Teixeira de Mesquita (* 18. September 1918 in Carbon-Blanc, Frankreich; † 7. Dezember 2009 in Biarritz, Frankreich) war ein brasilianischer Diplomat.

## Leben
André Teixeira de Mesquita ist der Sohn von Carlota Pita de Abreu und Manoel Teixeira. Er studierte die Bachelorstudiengänge Rechtswissenschaft und Sozialwissenschaft an der Universidade Federal do Rio de Janeiro. Nach einem Wettbewerb wurde er 1943 zum Konsul dritter Klasse ernannt und in der Abteilung Verwaltung sowie der Konsularverwaltung und ein Jahr später in der Abteilung Zeremonie beschäftigt. 1945 stand er dem Außenminister von Uruguay bei dessen Besuch in Brasilien sowie dem Generalsekretär des Itamaraty bei der 3. interamerikanischen Konferenz zur Funkkommunikation zur Seite.
Von 1946 bis 1949 wurde Mesquita als Gesandtschaftssekretär dritter Klasse nach Madrid und bis 1952 nach Kairo vergesetzt, wo er zwischenzeitlich 1950 zum Gesandtschaftssekretär zweiter Klasse ernannt und 1951 als Geschäftsträger übernommen wurde.
Im Jahr 1953 stand er Anastasio Somoza García, ein Jahr später dem Camille Chamoun sowie dem päpstlichen Legat Kardinal Adeodato Giovanni Piazza bei dessen Besuchen in Brasilien zur Seite. 1955 wurde er zum Zeremonienmeister des Präsidialamtes sowie in Anerkennung seiner Leistung zum Gesandtschaftssekretär erster Klasse ernannt. Von 1956 bis 1958 war Mesquita dann als Konsul in Genf tätig, wo er die letzten beiden Jahre als Geschäftsträger des Generalkonsulates eingesetzt wurde. Im Anschluss daran wurde er bis 1961 als Geschäftsträger nach Bogotá (Kolumbien) beordert, wo er 1961 zum Gesandtschaftsrat ernannt wurde.
In gleicher Funktion übernahm er von 1965 bis 1967 einen Einsatz zunächst in Wien und von 1967 bis 1969 in Tegucigalpa (Honduras). Nach einer zwischenzeitlichen Verwendung von 1970 bis 1974 als Zeremonienmeister wurde Mesquita schließlich von 1974 bis zum 21. Juni 1977 als Botschafter in Wien und gleichzeitig als Vertreter der brasilianischen Regierung bei der Internationalen Atomenergie-Organisation sowie von Mai 1977 bis zum 15. Dezember 1986 in Oslo eingesetzt.

## Ehrungen
- Großes Goldenes Ehrenzeichen mit dem Stern für Verdienste um die Republik Österreich (1968)[4][5]